# عمرو بن الإطنابة
عَمْرو بنُ الإطْنابة هو عمرو بن عامر بن زيد مَناة الكَعْبي الخَزْرَجي، شاعر جاهلي وفارس، كان أشرفَ الخزرج، اشتَهَر بنسبته إلى أمِّه الإطنابة بنت شهاب، من بني القَيْن من قُضاعة، وفي الرواة من يعدُّه من ملوك العرب في الجاهلية، كانت إقامته بالمدينة، وكان على رأس الخزرج في حرب لها مع الأوس.

## نبذة
قال معاوية بن أبي سفيان : لقد وضعتُ رِجلي في الرِّكاب يوم صِفِّين، وهمَمتُ بالفرار، فما منعَني إلا قولُ ابن الإطنابة:
عَمرو ابن الإطنابة من أمراء الجاهلية في الجزيرة العربية، كان في الطائف، حضر مع قومه والتقى قبيلة أُخرى يقاتلها، ولكنه لمَّا رأى أشعَّة السيوف خفق قلبُه وأصابته الحُمَّى، ففرَّ على فرسِه وترك قومه، فلمَّا ذهب بعيدًا تذكَّر أنه لا بدَّ أن تكون له منزلة في قومه، فقال:
ورجع وقاتل وانتصر، وسجَّل بهذه القصيدة أروعَ الأمثلة على الشجاعة حتى عُدَّت من أشجع الأشعار.

## الحارث بن ظالم وابن الإطنابة
لمَّا بلغ عمروَ بن الإطنابة الخزرجي مقتلُ خالد بن جعفر الكلابي على يد الحارث بن ظالم المري وكان خالد صديقًا لابن الإطنابة، قال: والله، لو وجدَه يقظانَ ما أقدم عليه، ولوَدِدتُّ أني لقيته.
وبلغ الحارثَ قولُه وقال: والله لآتينَّه في رَحْله ولا ألقاه إلا ومعه سلاحه، فبلغ ذلك ابنَ الإطنابة فقال أبياتًا منها:
فبلغ الحارثَ شعرُه فسار إلى المدينة وسأل عن منزل ابن الإطنابة، فلمَّا دنا منه نادى: يا ابنَ الإطنابة أغثني! فأتاه عمرٌو فقال: من أنت؟ قال: رجلٌ من بني فلان، خرجت أريد بني فلان، فعرَضَ لي قوم قريبًا منك، فأخذوا ما كان معي، فاركب معي حتى نستَنقِذَه. فلبسَ سلاحه، ومضى معه، فلمَّا أبعدَ عن منزله عطفَ عليه، وقال: أنائمٌ أنت أم يَقْظانُ؟ فقال: يقظان. فقال: أنا أبو ليلى الحارثُ بن ظالم، وسيفي المعلوب. فألقى ابنُ الإطنابة سيفه - وقيل: رمحَه - وقال: قد أعجَلتَني فأمهِلني حتى آخذَ سيفي. فقال: خُذه. قال: أخاف أن تُعجِلَني عن أخذه. قال: لك ذمَّةُ ظالم لا أُعجِلك عن أخذه. قال: فوَذِمَّة الإطنابة لا آخذُه ولا أقاتلك! 
فانصرف الحارثُ وهو يقول أبياتًا منها:

## أشجع العرب شعرًا
كان عبد الملك بن مروان جالسًا مع نُدمائه، فقال لهم: أيُّ العرب أشجعُ في شِعره؟
فقال أحدُهم: هذا سؤال معلوم إجابته، هو عَمرو بن مَعْدِي كَرِب. فقال عبد الملك: أوَ ليسَ هو القائل:
فقال آخرُ: إذن عنترة بن شدَّاد يا أميرَ المؤمنين، قال عبد الملك: ولكنَّ عنترة قال:
فقال آخر: عامر بن الطفيل، قال عبد الملك: أليس هو القائل:
فلمَّا سمع الحضورُ ذلك سكتوا، فقال عبد الملك: أشجعُ هؤلاء هو عَمرو بن الإطنابة حيث يقول:
فقالوا: صدقت، فقال عبد الملك: وقيس بن الخطيم بقوله:
فقالوا: ومن أيضًا؟ فقال عبد الملك: ورجلٌ من مُزَينة بقوله:
فقالوا: ومن أيضًا؟ فقال: العبَّاس بن مِرداس وهو آخرهم لديَّ بقوله: